# Voivodato di Dorpat
Il voivodato di Dorpat (in polacco: Województwo Dorpackie o Województwo Derpskie) è stato un'unità di divisione amministrativa e governo locale del Ducato di Livonia, parte della Confederazione Polacco-Lituana dal 1598 fino alla conquista svedese della Livonia degli anni '20 del XVII secolo.
Sede del governatorato del voivodato (Wojewoda): 
- Dorpat (Tartu)

## Voivodi
- Kasper Denhoff (1627-1634)
- Gothard Jan Tyzenhauz (1634-1640)
- Andrzej Leszczyński  (1641-1651).